# Pereszczówka
Pereszczówka – wieś  w Polsce położona w województwie lubelskim, w powiecie bialskim, w gminie Drelów.
Wieś jest sołectwem w gminie Drelów. Według Narodowego Spisu Powszechnego z roku 2011 wieś liczyła 148 mieszkańców.
Wierni Kościoła rzymskokatolickiego należą do parafii Niepokalanego Poczęcia Najświętszej Maryi Panny w Drelowie.

## Części wsi
| SIMC    | Nazwa | Rodzaj    |
| ------- | ----- | --------- |
| 0011788 | Bagno | część wsi |
| 0011794 | Osiny | część wsi |

Wieś była własnością starosty guzowskiego i nowomiejskiego Stanisława Opalińskiego, leżała w województwie podlaskim w 1673 roku. W latach 1975–1998 miejscowość administracyjnie należała do województwa bialskopodlaskiego.

## Historia
W wieku XIX wieś w dobrach Międzyrzec hrabiny Potockiej, w roku 1883 było tu 35 osad, z gruntem 795 mórg..